# لوطی صالح
لوطی صالح از آشنایان قدیم آغامحمدخان قاجار، سردودمان سلسله قاجار ایران بود. خان قاجار دستور داد بینی او را ببُرند. گذر لوطی صالح در محدوده بازار تهران به نام اوست.

## داستانی دربارهٔ لوطی صالح
آغامحمدخان بعد از قتل برادرش جعفرقلی خان، لوطی صالح را در خلوت خواسته گفت به جهت مسخرگی و صحبت‌هایی که در مجالس اجزای سلطنتی زندیه و در حضور خود وکیل سرمایه و مکنت تو را می‌دانم، باید راست و بی کم و کاست بگویی و تقدیم کنی تا جان تو به سلامت بماند. لوطی صالح گفت راست می‌گویم و تقدیم می‌کنم، اما خداوند در وجود تو گذشت خلقت نفرموده؛ می‌گیری و باز جان مرا تلف می‌کنی. پس از گرفتن مبلغ هشت هزار تومان از او روز دیگر او را خواسته گفت می‌باید در حق تو رفتاری شود که دیگر روی رفتن مجالس را نداشته باشی. حکم شد تا بینی او را بریدند. بعد از بریدن بینی چون لوطی صالح آشنا ایام گرفتاری او بود جرئت کرد و گفت دیدی خداوند تعالی در وجود تو گذشت نیافریده. آغامحمدخان دستور داد آنچه از او گرفته شده بود رد کردند و به او گفت برو و به عتبات مجاور باش، زیرا می‌ترسم باز از طرف من مغضوب واقع شوی و حرف تو راست شود. لوطی صالح بدون آنکه دیناری ضرر مالی تحمل کند با همان دماغ بریده و کمال تردماغی رفت و در مشهد کاظمین تا زمان وفات مجاورت داشت.